# Campeonato Norueguês de Futebol de 1990 — 1.ª Divisão Masculina
A primeira divisão norueguesa de 1990 iniciou-se em 28 de Abril e terminou em 7 de Outubro. O campeão foi o Rosenborg, enquanto Vålerenga e Moss foram despromovidos.
O formato de disputa foi pontos corridos, no qual cada vitória valia três pontos conquistados, e cada empate valia um ponto. A equipe que somasse mais pontos ao fim das 22 rodadas sagraria-se campeã. O décimo colocado disputa uma série de repescagem com duas equipes da segunda divisão deste ano.
Foi o último ano com o nome de primeira divisão, já que no ano seguinte o campeonato viria a ter nome de Tippeligaen, devido ao patrocínio oferecido pela Norsk Tipping.

## Classificação final
| Pos. | Equipe       | J  | V  | E | D  | GM | GS   | Pts. |
| ---- | ------------ | -- | -- | - | -- | -- | ---- | ---- |
| 1    | Rosenborg    | 22 | 13 | 5 | 4  | 60 | – 24 | 44   |
| 2    | Tromsø       | 22 | 12 | 6 | 4  | 36 | – 21 | 42   |
| 3    | Molde        | 22 | 12 | 4 | 6  | 34 | – 29 | 40   |
| 4    | Brann        | 22 | 11 | 6 | 5  | 34 | – 25 | 39   |
| 5    | Viking       | 22 | 10 | 5 | 7  | 41 | – 30 | 35   |
| 6    | Start        | 22 | 9  | 4 | 9  | 39 | – 34 | 31   |
| 7    | Fyllingen    | 22 | 7  | 7 | 8  | 23 | – 30 | 28   |
| 8    | Kongsvinger  | 22 | 7  | 6 | 9  | 24 | – 32 | 27   |
| 9    | Strømsgodset | 22 | 8  | 3 | 11 | 29 | – 45 | 27   |
| 10   | Lillestrøm   | 22 | 7  | 4 | 11 | 30 | – 30 | 25   |
| 11   | Vålerenga    | 22 | 4  | 4 | 14 | 26 | – 53 | 16   |
| 12   | Moss         | 22 | 3  | 4 | 15 | 24 | – 47 | 13   |

## Repescagem

### Resultados
- Bryne 5–1 Eik-Tønsberg
- Eik-Tønsberg 1–3 Lillestrøm
- Lillestrøm 2–0 Bryne